# Wario Land: The Shake Dimension
Wario Land: The Shake Dimension, chiamato Wario Land: Shake (ワリオランド シェイク?, Wario Rando Sheiku) in Giappone e Wario Land: Shake It! in Nord America, è un videogioco a piattaforme per Wii. Trattasi del sesto gioco pubblicato nella serie di Wario Land. Il gioco è sviluppato dalla compagnia giapponese Good-Feel, con Shigeharu Umezaki a capo del progetto. Il gioco include due scene animate prodotte dallo studio di anime Production I.G e presenta immagini e fondali interamente disegnati a mano, anziché i classici sprite disegnati con i pixel.

## Trama
Una dimensione parallela, chiamata Dimensione Shake, viene improvvisamente attaccata dal malvagio pirata Shake King, alla ricerca di un ambito tesoro simile a un portafoglio chiamato Sacco senza fondo, che genera monete quando viene agitato. Inoltre, il malvagio pirata imprigiona la Regina Merelda e i suoi servitori. La piratessa Capitan Melassa osserva la crisi del mondo parallelo dal mondo normale tramite una sfera magica chiamata Antica Sfera. Desiderosa di ottenere il leggendario tesoro, Melassa preferisce affidare il lavoro sporco a Wario, e così gli fa avere l'Antica Sfera, in modo da fargli raggiungere la Dimensione Shake. Quando Wario riceve l'Antica Sfera, si prepara a frantumarla con un martello, quando ne fuoriesce l'unico Merpino scampato alla prigionia di Shake King. Il Merpino spiega a Wario la situazione del suo regno e gli parla del Sacco senza fondo. Ovviamente Wario non esita a raggiungere il regno parallelo, interessato ai suoi tesori.

### Personaggi
- Wario - Protagonista del gioco, rozzo e maleducato, si avventura da solo nel regno lontano di Yuretopia, con l'intenzione di sconfiggere il diabolico pirata Shake King e ottenere preziosi tesori.
- Shake King - antagonista dell'avventura, invade il regno di Yuretopia con la sua ciurma di pirati. Dopo aver imprigionato gli abitanti del regno, è riuscito a mettere le mani sul Sacco senza fondo che gli consente di produrre monete in quantità illimitata.
- Capitan Melassa - La piratessa nemica di Wario che convince il suo nemico giurato ad avventurarsi a Yuretopia. Nel gioco, è padrona di un negozio in cui vende mappe segrete, ricariche di energia e dischi musicali.
- Regina Merelda - La regina del regno di Yuretopia, tenuta prigioniera dal pirata Shake King.

## Modalità di gioco

Wario mentre agita un sacco di monete

Il giocatore controlla Wario, che può effettuare diversi movimenti e azioni. Per giocare, il Wii Remote deve essere tenuto orizzontalmente. La croce direzionale è usata per muoversi, il tasto 2 per saltare e il tasto 1 per effettuare l'attacco standard, chiamato Attacco fulmineo. Agitando il Wii Remote, si possono compiere diverse azioni, come scuotere i sacchi di monete e i nemici, oppure effettuare un potente attacco, il Pugno sismico, che fa tremare tutto lo scenario. Il Wii Remote viene usato inoltre per direzionare il lancio di un nemico o per dondolarsi su liane, corde e sbarre.
Ogni livello presenta puzzle da risolvere, ostacoli da superare, tre tesori da recuperare e tre missioni aggiuntive da completare. L'obbiettivo principale di ogni livello è quello di trovare il Merpino rinchiuso in gabbia, liberarlo e tornare all'inizio dello scenario entro un certo limite di tempo. Il conto alla rovescia infatti parte non appena viene sollevata la gabbia in cui è rinchiusa la piccola creatura. Ogni livello presenta inoltre tre missioni secondarie, che richiedono determinate condizioni per essere superate, come ad esempio, raccogliere un certo numero di monete. Superando tutte e tre le missioni, il giocatore potrà ascoltare il brano musicale del livello completato. Con le monete collezionate, Wario può fare acquisti nell'Emporio del Pirata, il negozio gestito da Capitan Melassa. Oltre alle principali mappe, necessarie per proseguire nel gioco, si possono acquistare degli oggetti ricostituenti e dei filmati del gioco. Per raggiungere Shake King, Wario dovrà collezionare i cinque emblemi dei boss. Nel gioco sono presenti anche due veicoli, il Carrello e il Sottomarino.

## Accoglienza
Il gioco ha ricevuto generalmente recensioni positive. Ha ricevuto un punteggio di 8.4 su 10 dal sito IGN e un 31 su 40 dalla rivista Famitsū.. La rivista italiana NRU l'ha premiato con un 9 su 10, mentre il sito Gamespot gli ha dato 7.5 su 10.